# Holoarctia hnatecki
Holoarctia hnatecki är en fjärilsart som beskrevs av Frey 1872. Holoarctia hnatecki ingår i släktet Holoarctia och familjen björnspinnare. Inga underarter finns listade i Catalogue of Life.